# Sphaerodactylus leucaster
Sphaerodactylus leucaster este o specie de șopârle din genul Sphaerodactylus, familia Gekkonidae, descrisă de Schwartz 1973. Conform Catalogue of Life specia Sphaerodactylus leucaster nu are subspecii cunoscute.